# 矢賀ちしゃ
矢賀ちしゃ（やがちしゃ、矢賀チシャ）は主に広島県広島市東区の矢賀地区で栽培される地域ブランドのチシャである。

## 特徴
ふつうのサニーレタスより葉先が赤く、細かい縮れが多く、ほろ苦いのが特徴。病害にも強い品種である。

## 歴史
大量生産種の影響で昭和末期に栽培されなくなってしまったが、20年ほど経った2000年頃に県のジーンバンクが保管していた種を使って栽培が再開された。